# Falsopallenis dentata
Falsopallenis dentata là một loài bọ cánh cứng trong họ Cleridae. Loài này được Pic miêu tả khoa học đầu tiên năm 1926.